# Araneus komi
Araneus komi är en spindelart som beskrevs av Akio Tanikawa 200. Araneus komi ingår i släktet Araneus och familjen hjulspindlar. Inga underarter finns listade i Catalogue of Life.